# Barbera d'Alba superiore
Le Barbera d'Alba superiore est un vin italien de la région Piémont doté d'une appellation DOC depuis le 27 mai 1970. 

## Aire de production
Seuls ont droit à la DOC les vins rouges récoltés à l'intérieur de l'aire de production définie par le décret. Les vignobles autorisés se situent en province de Coni dans les communes de Alba, Albaretto della Torre, Barbaresco, Barolo, Borgomale, Camo, Canale, Castagnito, Castellinaldo, Castiglione Falletto, Castiglione Tinella, Castino, Corneliano d'Alba, Cossano Belbo, Diano d'Alba, Govone, Grinzane Cavour, Guarene, Magliano Alfieri, Mango, Monforte d'Alba, Montelupo Albese, Monticello d'Alba, Neive, Neviglie, Novello, Perletto, Piobesi d'Alba, Priocca, Rocchetta Belbo, Roddi, Roddino, Rodello, Santo Stefano Belbo, Santa Vittoria d'Alba, Serralunga d'Alba, Sinio, Treiso, Trezzo Tinella, Verduno, Vezza d'Alba ainsi qu'en partie les vignobles des communes Baldissero d'Alba, Bra, Cortemilia, Cherasco, La Morra, Monchiero, Montà, Montaldo Roero, Monteu Roero, Narzole, Pocapaglia, Santo Stefano Roero et Sommariva Perno.
Le vin rouge du Barbera superiore répond à un cahier des charges plus exigeant que le Barbera d'Alba, essentiellement en relation avec un vieillissement en fût de chêne ou châtaignier et le titre alcoolique.

## Caractéristiques organoleptiques
- couleur : rouge rubis avec des reflets grenat
- odeur : vineuse, intense et caractéristique
- saveur : sèche,  puissante, légèrement tannique

Le Barbera d'Alba superiore se déguste à une température de 16 à 18 °C. Le vin peut vieillir 5 - 7 ans et se rapproche en qualité d'un barolo.

## Production
Province, saison, volume en hectolitres :
- pas de données disponibles